# 北京大学貧困受験生合格取消事件
北京大学貧困受験生合格取消事件（ペキンだいがく ひんこんじゅけんせい ごうかくとりけしじけん、中国語: 北京大学退档贫困生事件、ピンイン：Běijīng Dàxué Tuìdǎng Pínkùnshēng Shìjiàn）は、2019年8月に北京大学が河南省の「国家専項計画」による入学選抜の過程で、第一志望で投档された高考の受験生2名の合格を取消（退档）としたことに端を発し、社会的議論と批判を引き起こした事件である。
この処置は「手続上の違反」であり、教育における公平性の原則に反するとの批判が相次いだ。最終的に、北京大学は公式に「手続に基づき、既に退档処分された2名の再登録（補録）申請を行う」方針を表明した。

## 背景
「国家専項計画」は、中国政府が2012年より実施している教育政策の一つであり、中西部および貧困地域出身の学生が全国重点大学（主要大学）に進学する機会を増やすことを目的としている。
本計画では、特定地域に専用の募集枠を設け、政策的な優遇措置を通じて教育格差の是正を図っている。
2019年、北京大学は河南省における国家専項計画の理工系募集枠として8名分を割り当てられており、順次志願方式（順序志望）による志願者投档（出願配分）が採用されていた。

## 合格取消の経緯
2019年7月10日、河南省招生弁公室は「国家専項計画」に基づく出願資料（投档）を正式に送信する前に、北京大学招生弁公室と生源（出願者の成績分布）に関する事前協議を行った。第一志望では8名の受験者が志願しており、これは募集定員と一致していた。このうち、第6位の受験者は667点、第7位は542点、第8位は536点の高考成績を有していた。一方、第二志望には成績が671点の高得点者が2名いた。
その後、河南省招生弁公室は第一志望の8名全員の資料を北京大学へ投档したが、北大側は投档受領から20分以内に第7位および第8位の受験者に対する合格取消申請を3回連続で提出した。申請理由は「入学後に学業が遂行できず退学に至る可能性が極めて高い」というものであった。河南省側は当初2度にわたってこの申請を拒否し、「河南省全体の生源水準は高く、当該受験者の基礎学力は十分である」と回答した。
しかし最終的に、北京大学が「その後の責任は大学側が負う」と明言したことを受け、河南省招生弁公室は合格取消を承認した。その後、北京大学は第二志望の671点を獲得した2名の受験者を代替合格とし、2019年度における河南省の国家専項計画枠の入試を完了させた。
齐鲁晚报の記者が河南省招生弁公室および北京大学招生弁公室に取材を試みたところ、河南省側は「そのような事実があったようだ」と認めたが、詳細についてはコメントを控えた。北京大学側は広報部を通じての回答を要求したが、広報部の電話には応答がなかった。この一連の応答対応の不透明さは、情報公開に関する市民の批判を招いた。
報道によれば、該当する受験者の一人は合格取消後、一時的に情緒不安となり、元の高校に戻り再受験の準備を始めたという。該当者の同級生は、学校側が「事件に関する話題の言及や拡散を禁止する」通達を出したことを証言している。
また、事件後、当該者とみられる人物が知乎プラットフォームにて「ただ一度だけ勝負してみたかった」「失望している」といった内容の投稿を行ったが、投稿はまもなく削除され、アカウントも凍結された。一部の自媒体は、本人が「携帯は担任に預けており、事態がこれ以上拡大しないことを望んでいる」と述べたと報じている。

## 社会的反応
本事件はメディアによって報道された後、社会全体において大きな注目と議論を呼んだ。一部の市民は、北京大学の合格取消（退档）措置が「国家専項計画」の初志に反しており、貧困地域の受験生に対する正当な入学資格を侵害したと批判した。
批判の声の中には、「成績は低かったものの、該当者は当該批次の入試基準点（一本線）を上回り、入学条件を満たしていた以上、本来であれば合格すべきだった」とする意見も多い。問題の焦点は、いわゆる「高得点至上主義」が国家専項計画に適用されるべきか、そして大学入試の手続がより透明であるべきかに集中した。
北京大学の合格取消決定に対して、社会各界では見解が分かれた。一方では、同大学の一部の招生関係者は「取消措置は適法かつ妥当」と主張する一方、多数の教育評論家および高考専門家は「手続違反の疑いがある」との見解を示している。
《中国経営報》の報道によれば、合格を取消された受験生の一人は高考成績が538点であり、北京大学の河南省での一般的な合格最低点（約680点）には大きく届かないものの、河南省の一本線502点を36点上回っていた。さらに、北京大学の国家専項計画における第8位に位置し、正式に投档されたことが確認されている。
また、別の報道では、当該受験者は「専攻調整に服従する」と明記しており、国家専項計画の入試規定に基づけば、原則として合格対象であると指摘されている。
北京大学のある招生担当者は、メディアに対し、「専項計画では得点の下限緩和は可能だが、通常30点以内である。河南省が538点の受験者を北大に投档したのは『定員達成のための違反操作』であり、大学側が合格取消を行うのは当然」と語った。同氏は「大学は定員に満たなくても違反には当たらない。ゼロでも構わない」とも述べている。
これに対し、教育評論家の晨霧（Chen Wu）は、「北京大学の処置は明確に規則違反である」と公開反論した。晨霧は、「大学が合格取消を行えるのは提档率が100%以上の場合に限られ、成績が低いという理由のみでの取消は政策的根拠を欠く」と述べた。また、国家専項計画は前倒し募集（提前批次）であり、通常の本科一段階の選抜はまだ始まっていなかったことから、「参考とされるべき合格基準線は存在しない」と指摘した。
晨霧はさらに、「北京大学は取消の前に受験生と連絡を取り、難易度の高い課程を受け入れるかどうか、本人に判断させるべきだった」とし、「今回の取消措置は、学生を守るためではなく、大学の平均点維持（見栄え）を意図したものだ」と厳しく批判した。
21世紀教育研究院副院長の熊丙奇も、「大学が明確に8名を募集するとして、地方招生部門が規定通り8名の適格者を投档したのであれば、大学側には取消する権限はない」とし、北京大学の行動を「不合理」であると断じた。
一部の教育関係者やネットユーザーは、「北京大学が独自基準を国家政策の上に置いている」と非難し、「国家専項計画は教育補償のための制度であり、成績が低いという理由で貧困地域の学生を排除するのであれば、その制度自体の存在意義が失われる」と主張している。
また、北京大学の一部関係者が「河南省の受験生の質が低い」と述べたことが問題視された。ある招生担当者は、「河南の学生はレベルが一般的であり、京、滬、江、浙、川こそが優秀な生源である」と語り、さらに「538点の学生が入学すれば自殺するかもしれない」との発言を合格取消の理由とした。こうした地域差別的な発言は不適切として、世論から厳しい批判が寄せられた。

## 入試情報流出及び法的責任の議論
事件の過程で、インターネット上に「合格取消（退档）手続フロー図」とみられる北京大学の内部資料が流出した。この図には以下の内容が含まれていた：
- 北京大学が投档システム内で合格取消手続をどのように実施したか
- 双方による取消申請と返信の具体的な時間（数分以内に完了）
- 取消理由：「高考成績が低く、学業遂行が困難である可能性」

この画像の流出は、入試システムにおける情報の機密性に対する疑念を引き起こした。河南省教育庁の公式微博 @河南教育 が発表した説明によれば：
省招生弁公室は、ネット上の「合格取消フロー図」に記載されたIPアドレスおよびユーザーアカウント等の情報を元に、7月31日付で当該情報が県レベルの招弁公務用端末から流出したことを特定した。県の調査により、担当者の不注意により受験生の合格取消手続情報が第三者に撮影され、ネット上に投稿されたことが判明した
。
教育学者の熊丙奇は、メディア取材に対し、「合格取消フロー図は大学入試手続の内部情報であり、厳重に機密管理されるべきであり、社会に公開すべきではない。必要な場合、監査機関や上級機関に対し調査資料として提供することはありうる」と指摘した。
熊丙奇はまた、当該事件で情報流出を招いた県級招办職員は不注意によるものだが、今後行政処分が科される可能性があると述べている。中華人民共和国教育部の《普通高等学校招生違規行為処理暫定弁法》第十条に基づき、「未公開情報の流出や受験生個人情報の漏洩は厳正に処分され、重大な場合は司法機関に移送される」と定められている。
加えて、教育部が2019年に公布した《普通高等学校招生工作規定》にも、「社会公表が明確に求められている情報を除き、入試過程における受験生情報や機密事項については、いかなる組織・個人も無断で流出させてはならない」と規定され、入試全過程が法令に則り厳正に実施されることが求められている。
世論は、本件が「情報流出」によって事実が発覚し問題が是正された点を一定評価する一方、入試情報管理における制度的不備や監督責任の曖昧さを露呈したとも指摘している。入試過程での情報保護・管理監督体制の強化が急務であることが浮き彫りとなった。
また、ネット上で拡散されたグループチャット記録によると、合格取消となった受験生の一人（本人とみられる）がグループ内でこのフロー図の画像を共有し、「もう少しで全国で一番の『すり抜け合格者』になるところだった」と語ったほか、「河南省招弁の杜姓副主任は自分の担任の大学同期である」とも述べていた。これを受け、ネットユーザーやメディアは、「同級生の関係を通じて受験生本人や学校側が事前に名簿を把握し、戦略的に志望校を選んだのではないか」、「取消情報や画像は内部コネクションで流出したのではないか」との疑念を提起した。
《人民日報》系列のメディアは、「河南省招弁は『合格取消フロー図』流出に関する説明を公表したが、その内容は曖昧で核心的な疑問に十分答えておらず、さらなる波紋を呼んでいる」と批判した。
コメントはさらに、「合格取消フロー図の流出は世論の疑問の一部に過ぎず、責任を『某県招弁の某担当者』に限定しようとする河南省招弁の姿勢は、情報流出が内部コネクションや『ピンポイント受験』などの重要問題に関係しているかどうか、十分説明していない」と指摘した。また、杜姓副主任と合格取消後の補登録受験生担任との同級生関係についても、調査・説明が求められるとされた。
「国家専項計画」の初志は貧困地域の優秀な学生を支援することであり、不透明な運用や便宜供与の温床となることは許されない。疑念に対して明確な説明がなければ、制度への信頼と高考の公平性が損なわれることになるとコメントは強調した。

## 北京大学の対応
2019年8月11日、北京大学は公式声明を発表し、本事件に関して第一時間帯に特別作業チームを設置し、河南省における「国家専項計画」関連の入試状況について全面的な調査を実施したと報告した。大学の招生委員会は報告を受けた後、以下のように判断した：
- 合格取消された2名の受験者は、いずれも当該計画の入学条件を満たしていた；
- 合格取消の理由は成立せず、手続には不適切な点が認められる；
- 招生委員会の審議を経て、2名の受験者に対して手続に基づき補充合格（補録）を申請することを決定した[1][3][10]。

北京大学は同時に、本件の教訓を真摯に受け止め、今後さらに入試手続の整備を進め、規定を厳格に順守し、「国家専項計画」の関連要求を着実に実施し、社会の監督を受け入れる姿勢を示した。
また声明では、「国家専項計画」は教育の公平性促進を目的とした国家政策であり、北京大学としては引き続き計画の主旨を堅持し、今回の議論を厳粛に受け止め、制度の見直し・改善に努めると強調した。
2019年8月15日、河南省教育庁の公式微博「@河南教育」は、北京大学と河南省招生弁公室が補録に関して合意に達し、同日中に2名の国家専項計画対象受験生の補録が完了したと発表した。
北京大学が合格取消された2名の受験者を補録することで、一見すると事件は収束に向かうように見えたが、ネット上やメディアでは依然として複数の疑問点を巡って議論が続いた。
《中国青年網》が《瀟湘晨報》の報道を引用してまとめた社会的な関心点は以下の通りである。
第一に、合格取消画像の出所問題。 投档・退档に関するシステム画面のスクリーンショットがネット上で出回り、情報機密・個人情報管理の問題を引き起こした。河南省招生弁公室は「某県の招弁職員による不注意による流出」と説明したが、世論は「なぜ核心的手続が外部に漏れたのか」「事件沈静後に招辦が沈黙した理由」などに注目した。
第二に、違規行為に対する責任追及の有無。 北京大学は公式に「手続上の不備」を認めたが、外部では、同校が《普通高等学校招生違規行為処理暫行弁法》に基づいて関係者に責任を問うたのか、処分が行われたのかについての詳細説明が求められた。
第三に、当該受験者の出身校「新蔡一高」の沈黙。 学校側は事件発覚後に大きな反応を示さず、教師もコメントを避け、再受験クラスは突然休暇に入った。該校が学生の権利を守る努力を行ったかどうかに関して、疑問の声が上がった。
第四に、受験生本人の沈黙。 メディアは、本人とされるアカウントが当初SNSで不満を投稿していたが、その後削除し、音声録音では「学校や先生に迷惑をかけたくない」「携帯電話は担任に預けている」と述べていたことから、外部との接触を制限された可能性があるとの見方が出ている。
報道ではまた、同様の「断档（合格空白）」現象は本件に限られないと指摘している。清華大学は過去にも青海省や黒竜江省で国家専項計画の実施において、成績が通常より低い受験者の投档を受けた例があり、この種の問題が構造的に存在することを示唆している。

## 事件の影響
本事件は、「国家専項計画」の実施過程において大学側の基準や手続の不統一性を露呈し、高等教育資源の分配における公平性に関する社会的な再考を促す契機となった。教育主管部門は直接的な声明を出さなかったが、事件を契機に多くの大学が入試手続における公開性、公正性、及び法令順守に一層留意するようになった。
《人民日報》などのメディア論評では、本事件の核心的争点は単に「北京大学の規則違反の有無」ではなく、「教育の公平」と「大学の自主権」の衝突にあると指摘されている。「国家専項計画」は、貧困地域出身の学生に対し入試機会を拡大するために、得点基準を一定程度緩和して合格させることを許容するものである。しかし今回のように、得点差が非常に大きい受験者が投档されたことにより、「公平とは何か」という問題が深く議論されることとなった。
退档された542点・536点の受験生と、補充合格された671点の第二志望受験生との得点差が130点以上に上ることに関し、北京大学は「公平と質の両立」を考慮したと説明したが、手続上、大学には投档順序を変更する権限がなかったことから、「合理であるが違反である」という指摘がなされた。
《観察者網》の評論では、本事件は「実体的正義」と「程序的正義」が正面から衝突した典型例であるとし、「順序志願」制度において、定員に満たされた場合は大学側が得点にかかわらず全員を受け入れる義務があるため、北京大学は独自に調整を行う権限を有しなかったと指摘した。
教育部の政策によれば、国家専項計画の対象者は、地域、戸籍、学籍等の条件を満たし、指定された入試基準線を超えていれば、原則として合格資格を有する。また、大学が「進档不退档」（一旦投档された者は退档不可）と明示していない限り、退档は可能であるが、正当かつ明確な理由（健康上の問題、専攻調整拒否など）を必要とする。
評論では、「高考（大学入試）」における「偶然性」は尊重されるべきとされている。今回の530点台の投档は成績面では例外的であったが、基準（一本線：502点）を超えていた以上、大学は合格を履行するべきだったとされる。大学が制度に不備を感じた場合は、「経験則で政策を置き換える」のではなく、制度改革を通じて対応すべきであるとの見解が示された。
また、世論における議論は、「ルールを厳守すべき」とする「程序的公平」重視の立場と、「教育の質保証と資源効率」を重視する立場の衝突でもある。
評論はさらに問いかける。現在の大学は、入試においてどの程度の自主権を持つべきなのか。国家専項計画の制度は、教育の公平性と大学教育の質をいかに両立させるか。これらの問題は、中国の高等教育政策実行段階での構造的な緊張を映し出している。
21世紀教育研究院副院長の熊丙奇は、「大学は集中入試段階での自主性が非常に限られており、条件を満たし、専攻調整にも同意している場合は、合格させる責任がある」と述べた。
教育政策研究者の呉秋翔は、今回の事件から、現行制度には「一本線を基準に重点大学の合格を判断する」ことの限界が見えたとし、国家専項計画にはより精密な条件設定と選抜基準が必要であると提案した。
評論では、北京大学の補録は「問題の終息」ではないとも指摘されている。今後、対象学生の在学状況や同様の手続上の問題が再発するかどうかを注視すべきである。
ネット上の意見も二極化した。一部は「大学には生源質を守る権利がある」とし、他方では「退档は差別的で不適切な判断である」として、契約的規範と手続正義の尊重を求めた。また、「退档された学生は一本・二本志願の機会を失い、補償もない」との声もあった。
事件後、北京大学校内でも議論が生じた。北京大学情報科学技術学院の教授である張海霞は、自身の微信公式アカウントに長文を投稿し、河南出身教員の立場として「招生担当者に謝罪する」とし、河南の招生制度には「暗黙の操作」や「小細工」が存在すると述べ、論争を呼んだ。張は具体的な証拠を提示していないが、招生担当者への同情と大学の名誉保護を強調し、かつて自らも推薦入学において「地元の知人を信用して裏切られた経験」を語った。これにより、地方推薦制度や情報公開の課題も改めて注目された。
また、補録決定後、北大樹洞等匿名掲示板においても、補録に対する不満や受験生への批判的コメントが投稿され、一部は地域差別やエリート主義的表現を含むものもあり、世論から批判を受けた。他方、多くのネットユーザーは「自身の光で輝けばよい、他人の灯を消すな」「素質や人格は点数や出身で決まらない」とし、教育の公平性を支持する冷静な議論を求めた。一部の北京大学学生も「批判的発言は一部にすぎず、大多数の学生は理解と包容を示している」と述べ、学内文化と高等教育における多様性と包容力の再評価が促されている。

## その後の展開
2024年7月の報道によれば、2019年に「国家専項計画」において一度は北京大学に合格取消（退档）され、その後補録された2名の河南省出身受験生は、北京大学地球と空間科学学院において学士課程を無事に修了し、2023年に卒業したという。うち1名は同専攻分野における大学院入試に合格し、北京大学での進学を続けている。
この報道が公開されると、再び世論の注目を集め、多くのネットユーザーは「教育公平政策の下で、貧困地域出身の学生も高水準の学業を十分に成し遂げられることが証明された」と肯定的に評価した。